# Aspitates aestiva
Aspitates aestiva là một loài bướm đêm trong họ Geometridae.